# Freestyle-Skiing-Juniorenweltmeisterschaften 2022
Die 15. FIS Freestyle-Skiing-Juniorenweltmeisterschaften fanden vom 8. bis zum 13. März 2022 in Leysin, vom 25. bis zum 28. März 2022 in Chiesa in Valmalenco und am 29. März 2022 in Veysonnaz statt. Die Wettbewerbe wurden zeitgleich mit den Snowboard-Juniorenweltmeisterschaften 2022 durchgeführt.

## Medaillenspiegel
| Platz | Land               | Gold | Silber | Bronze | Gesamt |
| ----- | ------------------ | ---- | ------ | ------ | ------ |
| 1     | Vereinigte Staaten | 7    | 7      | 6      | 20     |
| 2     | Kanada             | 3    | 1      | 2      | 6      |
| 3     | Neuseeland         | 2    | 1      | -      | 3      |
| 4     | Kasachstan         | 1    | 2      | -      | 3      |
| 5     | Schweiz            | 1    | 1      | 1      | 3      |
| 6     | Österreich         | 1    | -      | 1      | 2      |
| 7     | Südkorea           | 1    | -      | -      | 1      |
| 8     | Schweden           | -    | 2      | 4      | 6      |
| 9     | Frankreich         | -    | 1      | 1      | 2      |
| 10    | Deutschland        | -    | 1      | -      | 1      |
| 11    | Norwegen           | -    | -      | 1      | 1      |
|       | Gesamt             | 16   | 16     | 16     | 48     |

## Ergebnisse Frauen

### Aerials
| Platz | Land               | Sportlerin         |
| ----- | ------------------ | ------------------ |
| 1     | Kanada             | Flavie Aumond      |
| 2     | Vereinigte Staaten | Kaila Kuhn         |
| 3     | Schweiz            | Alexandra Bär      |
| 4     | Vereinigte Staaten | Reese Muzny        |
| 5     | Kanada             | Alexandra Montminy |
| 6     | Ukraine            | Anhelina Brykina   |

Datum: 26. März 2022

Es waren 13 Teilnehmerinnen am Start.

### Moguls
| Platz | Land               | Sportlerin          |
| ----- | ------------------ | ------------------- |
| 1     | Vereinigte Staaten | Elizabeth Lemley    |
| 2     | Kasachstan         | Anastassija Gorodko |
| 3     | Vereinigte Staaten | Alli Macuga         |
| 4     | Schweden           | Moa Gustafson       |
| 5     | Japan              | Marin Ito           |
| 6     | Japan              | Yuki Kajiwara       |
| 7     | Vereinigte Staaten | Kasey Hogg          |
| 8     | Kanada             | Lynnette Conn       |

Datum: 25. März 2022

Es waren 17 Teilnehmerinnen am Start.

Weitere Teilnehmerinnen aus deutschsprachigen Ländern:

 Annika Merz: 10. Platz

 Katharina Michl: 12. Platz

 Maria Coch: 14. Platz

### Dual Moguls
| Platz | Land               | Sportlerin          |
| ----- | ------------------ | ------------------- |
| 1     | Kasachstan         | Anastassija Gorodko |
| 2     | Vereinigte Staaten | Elizabeth Lemley    |
| 3     | Vereinigte Staaten | Alli Macuga         |
| 4     | Vereinigte Staaten | Lynnette Conn       |
| 5     | Vereinigte Staaten | Kasey Hogg          |
| 6     | Schweden           | Moa Gustafson       |
| 7     | Deutschland        | Maria Coch          |
| 8     | Tschechien         | Dorota Samankova    |

Datum: 28. März 2022

Es waren 14 Teilnehmerinnen am Start.

Weitere Teilnehmerinnen aus deutschsprachigen Ländern:

 Katharina Michl: 10. Platz

### Skicross
| Platz | Land       | Sportlerin          |
| ----- | ---------- | ------------------- |
| 1     | Österreich | Sonja Gigler        |
| 2     | Schweden   | Linnea Mobärg       |
| 3     | Österreich | Christina Födermayr |
| 4     | Schweiz    | Margaux Dumont      |
| 5     | Italien    | Rebecca Paoli       |
| 6     | Japan      | Lin Nakanishi       |
| 7     | Kanada     | Sage Stefani        |
| 8     | Frankreich | Mylene Ballet Baz   |

Datum: 29. März 2022

Es waren 23 Teilnehmerinnen am Start.

Weitere Teilnehmerinnen aus deutschsprachigen Ländern:

 Marie Karoline Krista: 13. Platz

 Elisa Wiedeck: 16. Platz

 Nina Walderbach: 17. Platz

 Celine Öbster: 21. Platz

### Halfpipe
| Platz | Land               | Sportlerin         |
| ----- | ------------------ | ------------------ |
| 1     | Südkorea           | Kim Dae-un         |
| 2     | Vereinigte Staaten | Kathryn Gray       |
| 3     | Vereinigte Staaten | Piper Arnold       |
| 4     | Niederlande        | Zoe van Essen      |
| 5     | Estland            | Grete-Mia Meentalo |
| 6     | Kanada             | Emma Morozumi      |
| 7     | Kanada             | Vienna Biletsky    |

Datum: 8. März 2022

Es waren sieben Teilnehmerinnen am Start.

### Slopestyle
| Platz | Land               | Sportlerin        |
| ----- | ------------------ | ----------------- |
| 1     | Neuseeland         | Ruby Andrews      |
| 2     | Frankreich         | Jade Michaud      |
| 3     | Vereinigte Staaten | Kathryn Gray      |
| 4     | Kanada             | Brynn Johnston    |
| 5     | Vereinigte Staaten | Elaina Krusiewski |
| 6     | Kanada             | Naomi Urness      |

Datum: 13. März 2022

Es waren 19 Teilnehmerinnen am Start.

Weitere Teilnehmerinnen aus deutschsprachigen Ländern:

 Anouk Andraska: 12. Platz

### Big Air
| Platz | Land               | Sportlerin        |
| ----- | ------------------ | ----------------- |
| 1     | Kanada             | Brynn Johnston    |
| 2     | Vereinigte Staaten | Kathryn Gray      |
| 3     | Frankreich         | Jade Michaud      |
| 4     | Kanada             | Naomi Urness      |
| 5     | Vereinigte Staaten | Caoimhe Heavey    |
| 6     | Vereinigte Staaten | Elaina Krusiewski |

Datum: 10. März 2022

Es waren 17 Teilnehmerinnen am Start.

Weitere Teilnehmerinnen aus deutschsprachigen Ländern:

 Anouk Andraska: 10. Platz

## Ergebnisse Männer

### Aerials
| Platz | Land               | Sportler            |
| ----- | ------------------ | ------------------- |
| 1     | Kanada             | Victor Primeau      |
| 2     | Vereinigte Staaten | Quinn Dehlinger     |
| 3     | Kanada             | Émile Nadeau        |
| 4     | Vereinigte Staaten | Connor Curran       |
| 5     | Ukraine            | Volodymyr Kushnir   |
| 6     | Kanada             | Pierre-Olivier Cote |

Datum: 26. März 2022

Es waren 15 Teilnehmer am Start.

Weitere Teilnehmer aus deutschsprachigen Ländern:

 Fabian Bader: 12. Platz

### Moguls
| Platz | Land                   | Sportler              |
| ----- | ---------------------- | --------------------- |
| 1     | Vereinigte Staaten     | Cole McDonald         |
| 2     | Schweiz                | Enea Buzzi            |
| 3     | Schweden               | Filip Gravenfors      |
| 4     | Schweden               | Emil Holgren          |
| 5     | Vereinigtes Königreich | Mateo Jeannesson      |
| 6     | Vereinigte Staaten     | Jackson Crockett      |
| 7     | Spanien                | Oliver Verdaguer Forn |
| 8     | Schweiz                | Paolo Pasacarella     |

Datum: 25. März 2022

Es waren 31 Teilnehmer am Start.

Weitere Teilnehmer aus deutschsprachigen Ländern:

 Martino Conedera: 11. Platz

 Felix Wagner: 19. Platz

 Maximilian Straub: 21. Platz

 Nicolas Weese: 27. Platz

### Dual Moguls
| Platz | Land                   | Sportler              |
| ----- | ---------------------- | --------------------- |
| 1     | Vereinigte Staaten     | Nick Page             |
| 2     | Schweden               | Emil Holgren          |
| 3     | Schweden               | Filip Gravenfors      |
| 4     | Spanien                | Oliver Verdaguer Forn |
| 5     | Vereinigte Staaten     | Cole McDonald         |
| 6     | Vereinigtes Königreich | Mateo Jeannesson      |
| 7     | Vereinigte Staaten     | Jackson Crockett      |
| 8     | Südkorea               | Baekn Hyun-min        |

Datum: 28. März 2022

Es waren 29 Teilnehmer am Start.

Weitere Teilnehmer aus deutschsprachigen Ländern:

 Paolo Pascarella: 11. Platz

 Maximilian Straub: 12. Platz

 Enea Buzzi: 14. Platz

 Felix Wagner: 20. Platz

 Martino Conedera: 22. Platz

 Nicolas Weese: 28. Platz

### Skicross
| Platz | Land               | Sportler               |
| ----- | ------------------ | ---------------------- |
| 1     | Schweiz            | Richard Lucas          |
| 2     | Deutschland        | Sebastian Veit         |
| 3     | Schweden           | Fredrik Nilsson        |
| 4     | Deutschland        | Noah Fischer Oberhofer |
| 5     | Deutschland        | Jonas Bachl-Staudinger |
| 6     | Vereinigte Staaten | Tanner Murphy          |
| 7     | Schweiz            | Sven Liechti           |
| 8     | Vereinigte Staaten | Stuart Whittier        |
| 9     | Schweiz            | Robin Tissieres        |
| 10    | Österreich         | Nicolas Lussnig        |

Datum: 29. März 2022

Es waren 44 Teilnehmer am Start.

Weitere Teilnehmer aus deutschsprachigen Ländern:

 Thomas Kolly: 12. Platz

 Nils Rölli: 13. Platz

 Marcus Plank: 17. Platz

 Niklas Illig: 18. Platz

 Till Hugenroth: 23. Platz

 Simon Hackl: 26. Platz

### Halfpipe
| Platz | Land               | Sportler             |
| ----- | ------------------ | -------------------- |
| 1     | Neuseeland         | Gustav Legnavsky     |
| 2     | Vereinigte Staaten | Matthew Labaugh      |
| 3     | Vereinigte Staaten | Ben Fethke           |
| 4     | Südkorea           | Lee Seung-hun        |
| 5     | Estland            | Henry Sildaru        |
| 6     | Vereinigte Staaten | Eugene Morris        |
| 7     | Neuseeland         | Finley Melville Ives |
| 8     | Brasilien          | Sebastian Bowler     |

Datum: 8. März 2022

Es waren 21 Teilnehmer am Start.

Weitere Teilnehmer aus deutschsprachigen Ländern:

 Thomas Kolly: 12. Platz

 Viktor Alexander Maksyagin: 12. Platz

 Lars Ruchti: 14. Platz

 Aurelien Coubes: 15. Platz

 Alan Bornet: 16. Platz

 Alois Panchaud: 18. Platz

### Slopestyle
| Platz | Land               | Sportler              |
| ----- | ------------------ | --------------------- |
| 1     | Vereinigte Staaten | Troy Podmilsak        |
| 2     | Vereinigte Staaten | Matthew Labaugh       |
| 3     | Schweden           | Axel Burmansson       |
| 4     | Brasilien          | Sebastian Bowler      |
| 5     | Neuseeland         | Harper Souness        |
| 6     | Kanada             | Brayden Willmott      |
| 7     | Vereinigte Staaten | Colby Johnson         |
| 8     | Frankreich         | Raphael Kharmandarian |
| 9     | Frankreich         | Hugo Picouet          |
| 10    | Finnland           | Severi Silvander      |

Datum: 13. März 2022

Es waren 55 Teilnehmer am Start.

Weitere Teilnehmer aus deutschsprachigen Ländern:

 Luis Resch: 14. Platz

 Fadri Rhyner: 20. Platz

 Florian Pale: 21. Platz

 Gian Andri Bolinger: 25. Platz

 Andreas Penz: 30. Platz

 Andre Wieser: 34. Platz

 Viktor Alexander Maksyagin: 35. Platz

 Andri Heimoz: 39. Platz

 Hannes Baumhöfener: 40. Platz

 Lars Ruchti: 46. Platz

 Matis Crettenand: 49. Platz

### Big Air
| Platz | Land               | Sportler             |
| ----- | ------------------ | -------------------- |
| 1     | Vereinigte Staaten | Troy Podmilsak       |
| 2     | Neuseeland         | Luca Harrington      |
| 3     | Norwegen           | Leo Landrø           |
| 4     | Schweiz            | Gian Andri Bolinger  |
| 5     | Vereinigte Staaten | Matthew Labaugh      |
| 6     | Schweden           | Axel Burmansson      |
| 7     | Estland            | Henri Sildaru        |
| 8     | Kanada             | Brayden Willmott     |
| 9     | Norwegen           | William Bostadlökken |
| 10    | Finnland           | Sampo Yliheikkila    |

Datum: 10. März 2022

Es waren 50 Teilnehmer am Start.

Weitere Teilnehmer aus deutschsprachigen Ländern:

 Fadri Rhyner: 14. Platz

 Lars Ruchti: 18. Platz

 Luis Resch: 20. Platz

 Hannes Baumhöfener: 23. Platz

 Sven Vogel: 28. Platz

 Andreas Penz: 32. Platz

 Florian Pale: 34. Platz

 Andre Wieser: 40. Platz

 Andri Heimoz: 45. Platz

## Mixed

### Aerials Team
| Platz | Land                 | Sportler                                             |
| ----- | -------------------- | ---------------------------------------------------- |
| 1     | Vereinigte Staaten 1 | Connor Curran Quinn Dehlinger Kaila Kuhn             |
| 2     | Kanada 1             | Flavie Aumond Miha Fontaine Émile Nadeau             |
| 3     | Kanada 2             | Pierre-Olivier Cote Rosalie Gagnon Victor Primeau    |
| 4     | Ukraine              | Anhelina Brykina Volodymyr Kushnir Maksym Kuznietsov |

Datum: 27. März 2022

### Dual Moguls Team
| Platz | Land                 | Sportler                          |
| ----- | -------------------- | --------------------------------- |
| 1     | Vereinigte Staaten 3 | Jackson Crockett Alli Macuga      |
| 2     | Kasachstan           | Fedor Bugakov Anastassija Gorodko |
| 3     | Vereinigte Staaten 1 | Kasey Hogg Cole McDonald          |
| 4     | Tschechien           | Dorota Samankova Marek Gajdecka   |

Datum: 27. März 2022